# Leila Hatami
Leila Hatami (in persiano لیلا حاتمی‎; Teheran, 1º ottobre 1972) è un'attrice iraniana, vincitrice dell'Orso d'argento per la migliore attrice al Festival del cinema di Berlino e del Prix d'interprétation féminine del Montreal World Film Festival.

## Biografia
Dopo aver concluso gli studi liceali in Iran, si è trasferita in Svizzera per studiare elettrotecnica presso il Scuola politecnica federale di Losanna (EPFL). Dopo due anni ha deciso di cambiare corso, optando per il corso di laurea in letteratura francese. Completati gli studi, è tornata nuovamente in Iran.
Da bambina aveva esordito da attrice con piccole parti nella serie tv iraniana Hezar Dastan, e nel film Kamalolmolk (1984). Il primo ruolo importante è nel film Leila  di Dariush Mehrjui (1996), grazie al quale vince il premio come Miglior Attrice al 15º Fajr International Film Festival.
Nel 2002 vince il prix d'interprétation féminine del Montreal World Film Festival, grazie all'interpretazione in The Deserted Station, film di Alireza Raisian. Nel 2008 recita in Shirin di Abbas Kiarostami. Nel 2011 è la co-protagonista in Una separazione, film pluripremiato di Asghar Farhadi.

## Filmografia
- Kamalolmolk, regia di Ali Hatami (1984)
- The Love-stricken (Del Shodegan), regia di Ali Hatami (1992)
- Leila, regia di Dariush Mehrjui (1997)
- Sheida, regia di Kamal Tabrizi (1999)
- The Mix, regia di Dariush Mehrjui (2000)
- Water and Fire (Ab va Atash), regia di Fereydoun Jeyrani (2001)
- Sweet Jam (Morabbaye shirin), regia di Marzieh Boroomand (2001)
- Low Heights (Ertefae Past), regia di Ebrahim Hatamikia (2002)
- The Deserted Station (Istgah-Matrouk), regia di Alireza Raisian (2002)
- Portrait of a Lady Far Away (Sima-ye zani dar doordast), regia di Ali Mosaffa (2005)
- Poet of the Wastes (Shaere zobale-ha), regia di Mohammad Ahmadi (2005)
- Verdict (Hokm), regia di Masud Kimiai (2005)
- Season Salad (Salad-e fasl), regia di Fereydoun Jeyrani (2005)
- Every Night, Loneliness (Har shab, tanhayi), regia di Rasoul Sadrameli (2007)
- Shirin, regia di Abbas Kiarostami (2008)
- Penniless (Bi pooli), regia di Hamid Nematollah (2009)
- Love at 40 (Chehel Salegi), regia di Alireza Raisian (2010)
- A Walk in the Fog (Parse Dar Meh), regia di Bahram Tavakoli (2010)
- There Are Things You Don't Know (Chiz-haie hast keh nemidani), regia di Fardin Saheb-Zamani (2010)
- Una separazione (Jodaeiye Nader az Simin), regia di Asghar Farhadi (2011)
- Beloved Sky (Aseman-e mahboob), regia di Dariush Mehrjui (2011)
- Felicity Land (Saadat Abad), regia di Maziar Miri (2011)
- The Last Step (Pele akher), regia di Ali Mosaffa (2012)
- Orange Suit (Narenji Poush), regia di Dariush Mehrjui (2012)
- Meeting Leila (Ashnaee ba Leila), regia di Adel Yaraghi (2012)
- The Sealed Secret (Sar Be Moohr), regia di Hadi Moghadamdoost (2013)
- What's the Time in Your World? (Dar donya ye to saat chand ast?), regia di Safi Yazdanian (2014)
- Time to Love (Dorane Asheghi), regia di Alireza Raisian (2015)
- I, regia di Soheil Beiraghi (2016)
- Subdued (Rag-e Khab), regia di Hamid Nematollah (2017)
- Bomb: A Love Story (Bomb, yek asheghaneh), regia di Payman Maadi (2018)
- Pig (The Pig), regia di Mani Haghighi (2018)
- Tale of the Sea (Hekayat-e darya), regia di Bahman Farmanara (2018)
- A Man Without a Shadow, regia di Alireza Raisian (2019)
- We Are All Together, regia di Kamal Tabrizi (2019)
- The Visit, regia di Mehdi Norowzian (2021)
- Imagine (Tasavor), regia di Ali Behrad (2022)

## Riconoscimenti
- Festival internazionale del cinema di Berlino
  - 2011 – Orso d'argento per la migliore attrice per Una separazione (condiviso con il resto del cast femminile)

- Asian Film Awards
  - 2012 – Candidatura per la miglior attrice per Una separazione
  - 2012 – Candidatura al premio del pubblico per la miglior attrice per Una separazione

- Festival internazionale del cinema di Karlovy Vary
  - 2012 – Miglior attrice per The Last Step

- Montreal World Film Festival
  - 2002 – Miglior attrice per The Deserted Station (ex aequo con Maria Bonnevie per I Am Dina)

- Fajr International Film Festival
  - 1997 – Diploma d'onore per la miglior attrice per Leila
  - 2009 – Simurg di cristallo alla miglior attrice protagonista per Penniless
  - 2012 – Candidatura al Simurg di cristallo alla miglior attrice protagonista per Orange Suit
  - 2015 – Candidatura al Simurg di cristallo alla miglior attrice per Time to Love
  - 2017 – Simurg di cristallo alla miglior attrice protagonista per Subdued

- Palm Springs International Film Festival
  - 2012 – Premio FIPRESCI per la miglior attrice per Una separazione (condiviso con Sareh Bayat e Sarina Farhadi)

- Iran's Film Critics and Writers Association
  - 2015 – Candidatura al premio della giuria per la miglior attrice protagonista per What's the Time in Your World?
  - 2016 – Premio della giuria per la miglior attrice per I

- International Cinephile Society Awards
  - 2015 – Candidatura per la miglior attrice non protagonista per Una separazione

- Hafez Ceremony
  - 2018 – Miglior attrice per Subdued
  - 2019 – Candidatura per la miglior attrice per Bomb: A Love Story